# Bert Blyleven
Rik Aalbert Blyleven (Zeist, Países Bajos, 6 de abril de 1951), más conocido como Bert Blyleven, es un exjugador profesional neerlandés de béisbol que se desempeñó en la posición de lanzador en las Grandes Ligas de Béisbol (MLB). Es miembro del Salón de la Fama del Béisbol.

## Carrera
Blyleven jugó como profesional siete temporadas en Minnesota Twins (1970-1976), después pasó por varios equipos, Texas Rangers (1976-1977), Pittsburgh Pirates (1978-1980), Cleveland Indians (1981-1985), Minnesota Twins (1985-1988), y finalmente, a California Angels, donde jugó tres temporadas (1989-1990, 1992), y fue el equipo en el que se retiró.

## Reconocimiento
En 2011, ingresó como miembro al Salón de la Fama del Béisbol.